# 安德烈·茹索姆
安德烈·茹索姆（法語：André Jousseaume，1894年7月27日—1960年5月26日），法国男子马术运动员。他曾代表法国参加1932年、1936年、1948年、1952年和1956年夏季奥林匹克运动会马术比赛，共获得二枚金牌、二枚银牌和一枚铜牌。